# Coupe d'Afrique des vainqueurs de coupe de football 1998
Navigation
Édition précédente Édition suivante
La Coupe d'Afrique des vainqueurs de coupe de football 1998 est la vingt-quatrième édition de la Coupe d'Afrique des vainqueurs de coupe. 
Cette compétition qui oppose les vainqueurs des Coupes nationales voit le sacre de l'ES Tunis de Tunisie, dans une finale qui se joue en deux matchs face aux Angolais de Primeiro de Agosto. Il s'agit du tout premier titre pour l'Espérance dans la compétition (après une finale perdue en 1987) et de son troisième titre continental (une Ligue des champions en 1994 et une Coupe de la CAF la saison précédente). Quant au Primeiro de Agosto, il réalise tout simplement la meilleure performance pour un club angolais en Coupe des Coupes.
Un club érythréen, le Red Sea FC, participe pour la première fois à la compétition et réussit un beau parcours puisqu'il atteint les huitièmes de finale, après avoir éliminé les Éthiopiens de Wolaita Tussas et surtout le club égyptien d'Ismaily SC.

## Tour préliminaire
| Équipe 1                   | Résultat | Équipe 2                  | Aller | Retour |
| -------------------------- | -------- | ------------------------- | ----- | ------ |
| AS Dragons FC de l'Ouémé   | 6 - 3    | Gazelle FC                | 4 - 1 | 2 - 2  |
| Wolaita Tussa              | 3 - 5    | Red Sea FC                | 0 - 2 | 3 - 3  |
| Notwane FC                 | 8 - 1    | Bantu FC                  | 4 - 1 | 4 - 0  |
| Tanzania Stars FC          | 5 - 3    | Bata Bullets              | 3 - 1 | 2 - 2  |
| Rwanda FC                  | 7 - 1    | Saint-Louis FC            | 6 - 1 | 1 - 0  |
| disqualifié TP UCSA Bangui | -        | Vita Club Mokanda forfait | -     | -      |
| Vital’O FC                 | 4e - 4   | CD Elá Nguema             | 2 - 1 | 2 - 3  |

## Premier tour
| Équipe 1           | Résultat      | Équipe 2                 | Aller | Retour |
| ------------------ | ------------- | ------------------------ | ----- | ------ |
| Costa do Sol       | 1 - 1 4-2 tab | Eldoret KCC              | 1 - 0 | 0 - 1  |
| Ismaily SC         | 2 - 2e        | Red Sea FC               | 2 - 2 | 0 - 0  |
| BCC Lions          | 3 - 3 3-4 tab | AS Dragons FC de l'Ouémé | 3 - 0 | 0 - 3  |
| Africa Sports      | 5 - 0         | OC Agaza                 | 1 - 0 | 4 - 0  |
| Primeiro de Agosto | 5 - 3         | Notwane FC               | 4 - 0 | 1 - 3  |
| AS Les Marsouins   | 0 - 4         | Fire Brigade SC          | 0 - 3 | 0 - 1  |
| Mamelodi Sundowns  | 6 - 1         | Tanzania Stars FC        | 4 - 1 | 2 - 0  |
| Nkana Red Devils   | 5 - 1         | Rwanda FC                | 1 - 0 | 4 - 1  |
| ES Tunis           | 3 - 1         | Stade malien             | 1 - 0 | 2 - 1  |
| Al-Mourada SC      | 0 - 1         | Express FC               | 0 - 0 | 0 - 1  |
| USM Alger          | -             | Hawks FC forfait         | -     | -      |
| Ghapoha Readers    | 4 - 1         | ASF Bobo-Dioulasso       | 3 - 0 | 1 - 1  |
| Wydad AC           | -             | ASC Linguère forfait     | -     | -      |
| Union Douala       | -             | exempt                   | -     | -      |
| AS Dragons         | 3 - 0         | Vital’O FC abandon       | 3 - 0 | -      |
| AS Kaloum Star     | 2 - 2e        | Mbilinga FC              | 2 - 1 | 0 - 1  |

## Huitièmes de finale
| Équipe 1         | Résultat | Équipe 2                 | Aller | Retour |
| ---------------- | -------- | ------------------------ | ----- | ------ |
| Fire Brigade SC  | 2 - 9    | Primeiro de Agosto       | 2 - 3 | 0 - 6  |
| Express FC       | 1 - 2    | ES Tunis                 | 1 - 0 | 0 - 2  |
| Costa do Sol     | 7 - 2    | Red Sea FC               | 5 - 1 | 2 - 1  |
| Africa Sports    | 6 - 1    | AS Dragons FC de l'Ouémé | 3 - 0 | 3 - 1  |
| Ghapoha Readers  | 0 - 2    | USM Alger                | 0 - 1 | 0 - 1  |
| Union Douala     | 1 - 4    | Wydad AC                 | 1 - 0 | 0 - 4  |
| Nkana Red Devils | 2 - 1    | Mamelodi Sundowns        | 2 - 1 | 0 - 0  |
| Mbilinga FC      | 1 - 0    | AS Dragons               | 0 - 0 | 1 - 0  |

## Quarts de finale
| Équipe 1           | Résultat | Équipe 2      | Aller | Retour |
| ------------------ | -------- | ------------- | ----- | ------ |
| Mbilinga FC        | 0 - 4    | ES Tunis      | 0 - 2 | 0 - 2  |
| Nkana Red Devils   | 1 - 2    | Africa Sports | 1 - 1 | 0 - 1  |
| WAC Casablanca     | 7 - 4    | Costa do Sol  | 6 - 3 | 1 - 1  |
| Primeiro de Agosto | 5 - 1    | USM Alger     | 3 - 0 | 2 - 1  |

## Demi-finales
| Équipe 1      | Résultat | Équipe 2           | Aller | Retour |
| ------------- | -------- | ------------------ | ----- | ------ |
| ES Tunis      | 4 - 3    | WAC Casablanca     | 4 - 1 | 0 - 2  |
| Africa Sports | 3 - 5    | Primeiro de Agosto | 3 - 1 | 0 - 4  |

## Finale
| Équipe 1 | Résultat | Équipe 2           | Aller | Retour |
| -------- | -------- | ------------------ | ----- | ------ |
| ES Tunis | 4 - 2    | Primeiro de Agosto | 3 - 1 | 1 - 1  |

## Vainqueur
| Coupe d'Afrique des vainqueurs de coupe Vainqueur 1998 |
| ------------------------------------------------------ |
| ES Tunis Premier titre                                 |